# گردوی جامائیکا
گردوی جامائیکا (نام علمی: Picrodendron baccatum) نام یک سرده از راسته مالپیگی‌سانان است.